# モンティンルパ
モンティンルパ市（モンティンルパし、Muntinlupa City）は、フィリピン共和国ルソン島にある市である。マニラ首都圏に属する。日本語ではモンテンルパ、ムンティンルパとも表記する。
太平洋戦争（大東亜戦争）中の激戦地であった。マニラ軍事裁判後、市内の通称「モンティンルパの丘」に立地するニュー・ビリビッド刑務所は1953年の大統領恩赦まで日本人戦犯者の収容施設となり、山下奉文ら17名がここで死刑となった。収容者が作った『あゝモンテンルパの夜は更けて』や、その続編となる『あゝモンテンルパの丘に泣く』は渡辺はま子のヒット曲となった。渡辺は1952年に慰問を行っている。

## 姉妹都市
1991年（平成3年）、群馬県群馬郡群馬町と姉妹都市提携を結んで交流を始めた。群馬町は高崎市と合併したため、2006年（平成18年）10月28日に、改めて高崎市と姉妹都市提携を結んだ。